# Aura Sense
Aura Sense – drugi album studyjny polskiej grupy muzycznej Enter Chaos. Wydawnictwo ukazało się 16 marca 2004 roku nakładem wytwórni muzycznej Metal Mind Productions. W nagraniach gościnnie wziął udział Henri Sorvali znany z formacji Finntroll i Moonsorrow, który zarejestrował partie instrumentów klawiszowych i sample w utworze pt. "Baby The Handgun". Nagrania zostały zarejestrowane w olsztyńskim Studio X we współpracy z producentem muzycznym Szymonem Czechem.

## Lista utworów
Opracowano na podstawie materiału źródłowego.
1. "Fire In The Hole" - 03:29
2. "Sell Out" - 04:09
3. "Out Of Fury" - 04:01
4. "No Name" - 04:48
5. "d.Evil Inside" - 03:29
6. "Baby The Handgun" - 04:03
7. "Aura Sense" - 05:38
8. "Crisis Connection" - 04:15
9. "Trouble Maker" - 04:05
10. "One Day Hero" - 03:29
11. "Hypocrisy" - 03:00
12. "Baby The Handgun (remix)" - 03:43

## Twórcy
Opracowano na podstawie materiału źródłowego.

- Marta "Martex" Meger - wokal prowadzący, słowa
- Marek "L. Rambo" Matkiewicz - perkusja
- Marcin "Verymetal" Krajewski - gitara
- Przemysław "Ozz" Ozga - gitara
- Sebastian "Seb-Off" Pawlukiewicz - gitara
- Łukasz "B. Low" Wierzbiński - gitara basowa
- Szymon Czech - produkcja, inżynieria, miksowanie, mastering, gitara (utwory 3, 8)
- Henri Sorvali - instrumenty klawiszowe (utwór 6)
- Niklas Sundin - okładka, oprawa graficzna